# HP 38G

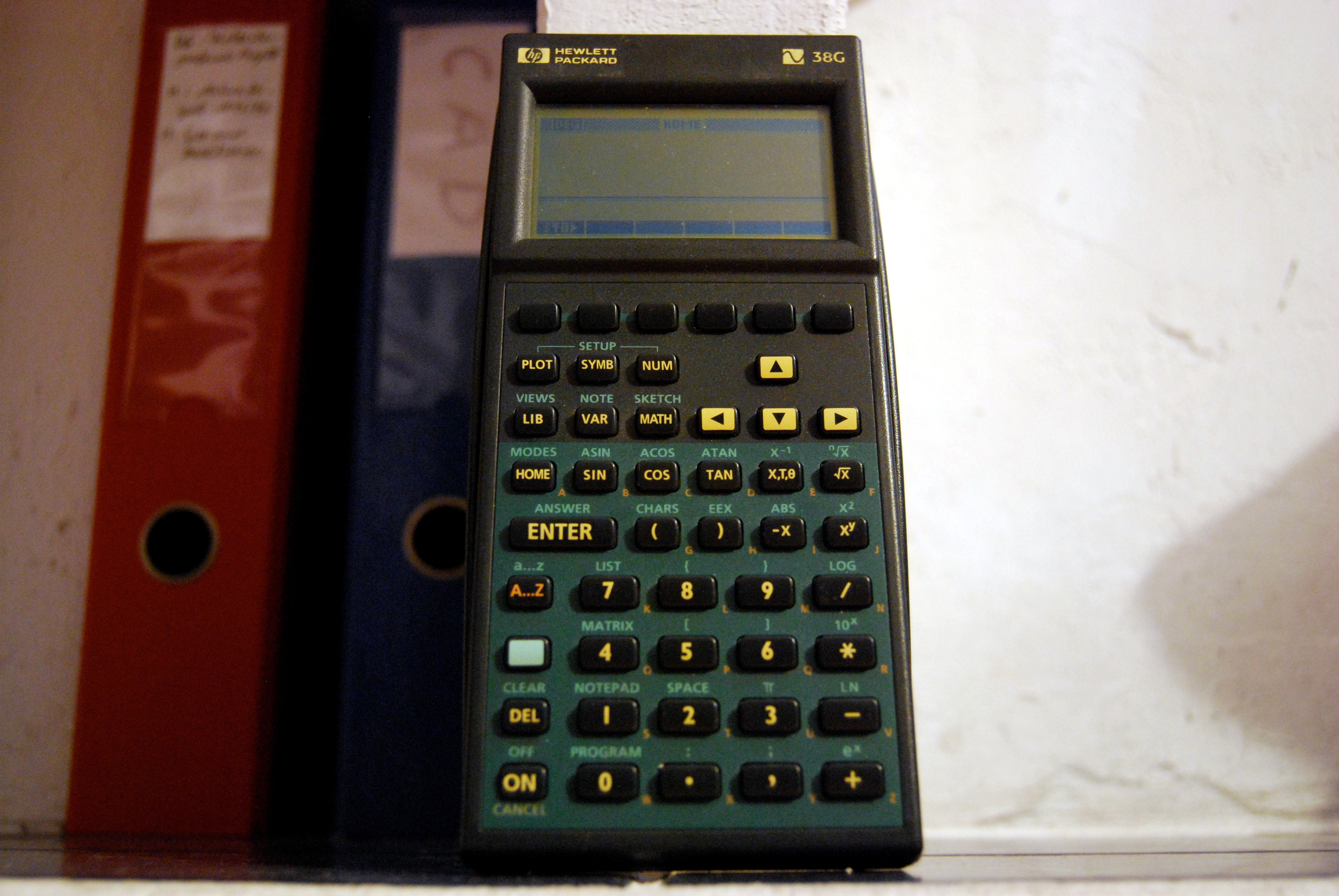
HP 38G

HP 38G (F1200A, F1892A) 是一款由惠普公司于1995年发布的图形计算器，这款计算器被设计用于高中与大学的教学，其最初的售价为80美元。
HP 38G是基于高端产品HP 48G的阉割产品。
由于HP 38G的设计对象为教育业，其不像同系列的HP计算器一样带有逆波兰输入法，而使用中缀表示法。但其依然带有aplets应用。
在2000年HP 38G被HP 39/40系列所取代。

## 脚注
1. ↑  .   [2015-10-17]. （原始内容存档于2015-09-29）.